# Conoderus ferrugineomarginatus
Conoderus ferrugineomarginatus là một loài bọ cánh cứng trong họ Elateridae. Loài này được Brethes miêu tả khoa học năm 1920.